# Morton Homestead
Morton Homestead är ett byggnadsminne, som ingår i Prospect Park i Delaware County i Pennsylvania i USA.
Byggnaden uppfördes troligen 1654, ett år innan Nya Sverige föll för Nederländerna. Det är det bäst bevarade och mest dokumenterade av vad som återstår av den svenska bosättningen från 1600-talet. Omkring 1698 uppfördes en andra stuga ett par meter från den första och omkring 1806 förenades de två byggnaderna med en tredje av sten.
Den ursprungliga stugan byggdes av Martti Marttinen (också Måns Mårtensson), från Jockas i Finland en kort tid efter det att han anlänt till Nya Sverige. 
Gården ägdes senare av Mårtenssons sonson John Morton, som blev en amerikansk politiker. Byggnaden blev byggnadsminne 1970.